# Bhor
Bhor es una ciudad y  municipio situada en el distrito de Pune en el estado de Maharashtra (India). Su población es de 18453 habitantes (2011). Se encuentra a 46 km de Pune.

## Demografía
Según el censo de 2011 la población de Bhor era de 18453 habitantes, de los cuales 9256 eran hombres y 9197 eran mujeres. Bhor tiene una tasa media de alfabetización del 91,17%, superior a la media estatal del 82,34%: la alfabetización masculina es del 94,91%, y la alfabetización femenina del 87,44%.